# Hallé Orchestra
Le Hallé Orchestra est un orchestre symphonique britannique, le plus ancien orchestre professionnel au Royaume-Uni, fondé en 1858.

## Historique

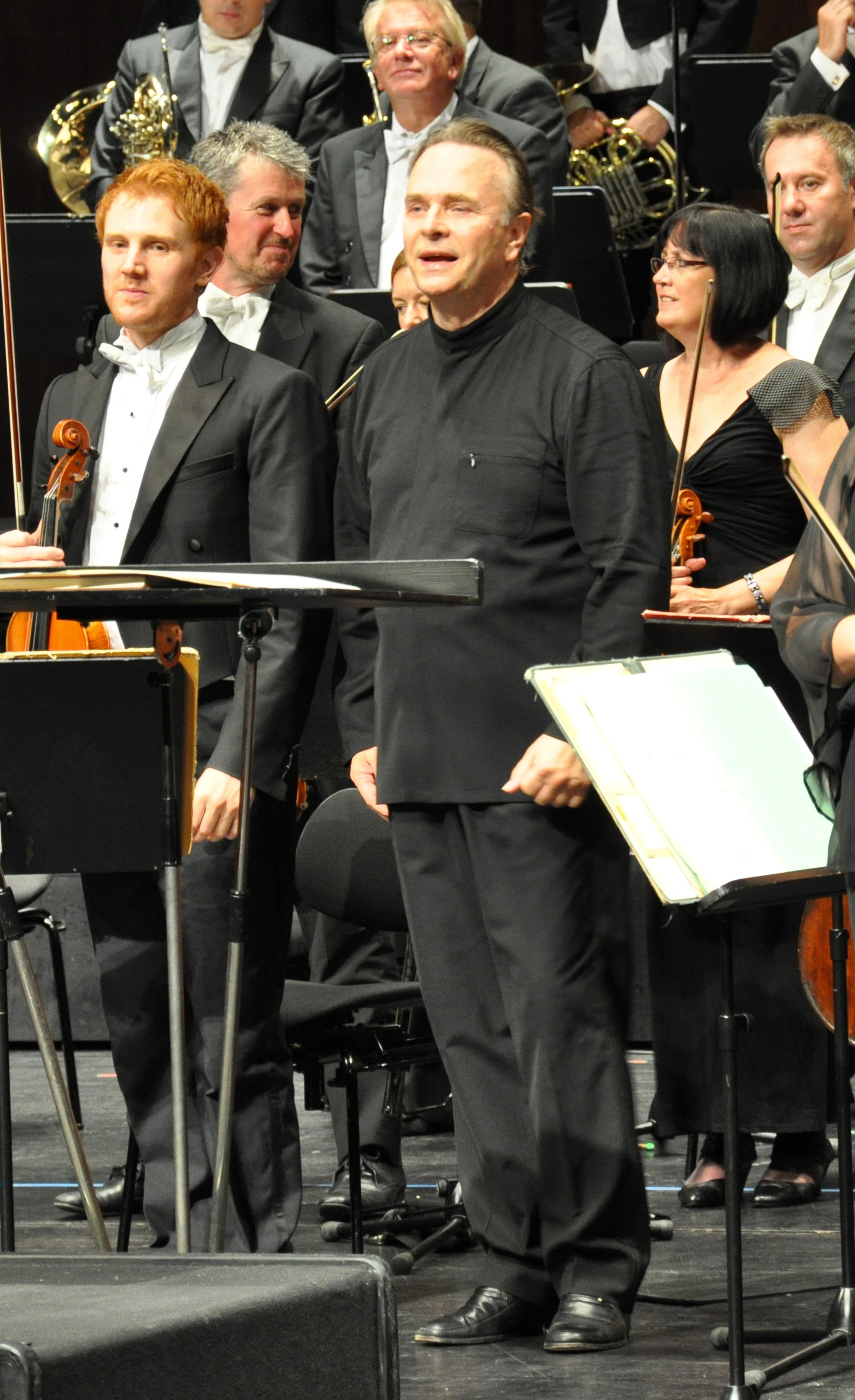
Mark Elder en train de parler après un concert donné par le Hallé Orchestra.

Le Hallé Orchestra a été créé par le pianiste Charles Hallé à Manchester en 1858. C'est le plus ancien orchestre britannique.
Son premier concert a été donné au Free Trade Hall. À la mort de Hallé en 1895, l'orchestre a continué à jouer sous la direction de chefs d'orchestre aussi célèbres que Hans Richter, Sir Hamilton Harty ou Sir John Barbirolli et, depuis 2000, Mark Elder. Un chœur amateur de haut niveau, le Hallé Choir, est également attaché à l'orchestre depuis sa fondation.
Depuis 1996, le Hallé Orchestra dispose pour ses activités d'une salle de 2 400 places, le Bridgewater Hall. 
En 2023, Kahchun Wong (en) est nommé chef d’orchestre principal et conseiller artistique de l'orchestre à compter de la saison 2024-2025, pour une durée de cinq ans.

## Chefs principaux
Comme chefs principaux du Hallé Orchestra se sont succédé :
- Charles Hallé (1858-1895) ;
- Frederic Hymen Cowen (1896-1899) ;
- Hans Richter (1899-1911) ;
- Michael Balling (en) (1912-1914) ;
- Thomas Beecham (1914-1920) ;
- Hamilton Harty (1921-1933) ;
- Thomas Beecham et Malcolm Sargent (1933-1939) ;
- Malcolm Sargent (1939-1942) ;
- John Barbirolli (1943-1970) ;
- James Loughran (1970-1983) ;
- Stanisław Skrowaczewski (1983-1992) ;
- Kent Nagano (1992-2000) ;
- Mark Elder (2000-2024) ;
- Kahchun Wong (en) (à partir de 2024).

## Créations
Le Hallé Orchestra est le créateur de plusieurs œuvres, de John Adams (Slonimsky's Earbox, commande pour l'inauguration du Bridgewater Hall, 1996), Malcolm Arnold (Symphonie no 1, 1951 ; Symphonie no 5, 1961), Arnold Bax (November Woods, 1920 ; Concerto pour la main gauche, 1950), Richard Rodney Bennett (Sonnets of Orpheus, pour violoncelle et orchestre, 1979), John Casken (en) (Cor d’œuvre, 1993 ; Apollinaire's Bird, concerto pour hautbois et orchestre, commande, 2014), Gordon Crosse (Play Ground, 1978), Edward Elgar (In the South, 1904 ; Symphonie no 1, 1908), Gerald Finzi (The Fall of the Leaf, élégie, 1957 ; Concerto pour violoncelle, 1955), Peter Racine Fricker (Symphonie no 1, 1950 ; Litany, 1956), Iain Hamilton (Symphonie no 2, 1953 ; Symphonic Variations, 1956), Alun Hoddinott (Symphonie no 3, 1968 ; Symphonie no 4, 1969), Herbert Howells (Concerto pour cordes, 2e version, 1974), Constant Lambert (Le Rio Grande, première exécution publique, 1929), John McCabe (Variations sur un thème de Hartmann, 1965 ; Symphonie no 1 « Elegy », 1966 ; The Chagall Windows, 1975 ; Concerto pour violoncelle (Songline), 2008), William Mathias (Concerto pour violon, 1992), Colin Matthews (Pluto, commande, 2000 ; Vivo, 2002), David Matthews (Symphonie no 3, 1985), Anthony Payne (Half Heard in the Stillness, 1988), Wolfgang Rihm (A Tribute, 2013), Edmund Rubbra (Symphonie no 3, 1940), Humphrey Searle (Symphonie no 5, 1964), Mark-Anthony Turnage (Riffs and Refrans, pour clarinette et orchestre, 2005), Ralph Vaughan Williams (Dona nobis pacem, cantate, 1936 ; Symphonie no 7 « Antartica », 1961 ; Symphonie no 8, 1956), notamment.